# Lockport (Luizjana)
Lockport – miasto w Stanach Zjednoczonych, w stanie Luizjana, w parafii Lafourche.